# Félix Sienra
Félix Fructuoso Sienra Castellanos (Montevideo, 21 januari 1916 – 30 januari 2023) was een Uruguayaans zeiler.

## Biografie
Sienra werd geboren in Montevideo en werd net als zijn vader en broer Carlos advocaat. Hij nam deel aan de Olympische Zomerspelen in 1948 in de Firefly klasse en eindigde er zesde. Ter gelegenheid van de honderdste verjaardag van zijn voormalige club Yacht Club Uruguayo schreef hij het boek Bajo la Cruz del Sur – 100 años del Yacht Club Uruguayo.
Hij overleed negen dagen na zijn 107e verjaardag. Ten tijde van zijn overlijden was Sienra de oudste Olympiër aller tijden.